# Matthew Marsden
Matthew Marsden (ur. 3 marca 1973 roku w West Bromwich, w hrabstwie West Midlands) – brytyjski aktor i piosenkarz.

## Życiorys
Kiedy miał dziesięć lat, jego ojciec opuścił rodzinę. Wychowywany przez matkę Ann, dorastał wraz ze starszą siostrą Leanne w Walsall. Był pupilem w szkole średniej Dartmouth High School w Great Barr, w Birmingham. Po ukończeniu szkoły rozpoczął karierę piłkarza w drużynie West Bromwich Albion. Ostatecznie studiował muzykę i dramat na Middlesex University w Londynie, zdobywając tytuł magistra sztuki. Występował w londyńskim National Youth Theatre. Dorabiał w markecie w Birmingham oraz jako model dla londyńskiej agencji reklamował dezodorant Impulse.
Zadebiutował na kinowym ekranie w dramacie kryminalnym Młodzi Amerykanie (The Young Americans, 1993) u boku Harveya Keitela i Thandie Newton, Viggo Mortensena. W 1995 roku podczas uroczystej gali rozdania nagród muzycznych BRIT Awards miał okazję spotkać się z Madonną. Pojawił się w operze mydlanej Emmerdale (Emmerdale Farm, 1995) jako snobistyczny Daniel Weir, kochanek Lindy Glover. Następnie zagrał postać surfera Philipa Kennedy’ego w Jersey w serialu ITV Wyspa (Island, 1996) i francuskiej komedii Siostrzyczki (Les Soeurs Soleil, 1996) z udziałem Thierry’ego Lhermitte. Za kreację mechanika Chrisa Collinsa w operze mydlanej Coronation Street (1997–98) odebrał nagrodę National Television.
W lipcu 1998 ukazał się jego debiutancki singel The Hearts Lone Desire, który trafił na trzynaste miejsce listy najlepiej sprzedających się singli. Kolejny singel She's Gone (cover klasycznego soulowego przeboju Hall & Oates z 1974 roku) nagrał z Destiny’s Child. Powrócił przed kamery w dramacie kryminalnym Johna Irvina Mgnienie (Shiner, 2000) u boku Michaela Caine, dramacie sensacyjno-wojennym Ridleya Scotta Helikopter w ogniu (Black Hawk Down, 2001) z Joshem Hartnettem, Ewanem McGregorem i Samem Shepardem, miniserialu Helena Trojańska (Helen of Troy, 2003) w roli Parysa u boku Sienny Guillory, Johna Rhysa-Daviesa, Rufusa Sewella i Maryam d’Abo oraz thrillerze Sylvestra Stallone Rambo (2008).

## Życie prywatne
Ze związku z Rachel John ma syna Connora (ur. 1998). Spotykał się z modelką Carly Carter, Heavenli Abdi z brytyjskiej grupy Honeyz (1999), piosenkarką Dannii Minogue i modelką Nadine Gordon. Żonaty z Nadine Micallef, z którą ma dwoje dzieci, zamieszkali w Los Angeles.

## Dyskografia

### Single
- 1998: „The Hearts Lone Desire” – #13 Wielka Brytania
- 1998: „She's Gone” z Destiny’s Child – #23 Wielka Brytania
- 1999: „Walk My Way”

### Albumy
- 1999: „Say Who”

01) The Hearts Lone Desire
02) Say Who
03) Walk My Way
04) She's Gone
05) Fragile Heart
06) Talk To Me
07) Didn't We Say
08) I Still Live For You
09) Love's In Need Of Love Today
10) Be My Baby Tonight
11) The Writings On The Wall
12) Lost For Words

### Teledyski
- 1998: The Hearts Lone Desire
- 1998: She's Gone
- 1999: Walk My Way

## Filmografia

### Filmy kinowe
- 1993: Młodzi Amerykanie (The Young Americans) jako Mayfair Party
- 1996: Siostrzyczki (Les Soeurs Soleil) jako Lawrence
- 2000: Mgnienie (Shiner) jako Eddie „Golden Boy” Simpson
- 2001: Helikopter w ogniu (Black Hawk Down) jako Specjalista Dale Sizemore
- 2004: Anakondy: Polowanie na krwawą orchideę (Anacondas: The Hunt for the Blood Orchid) jako dr Jack Byron
- 2005: Tamara jako Bill Natolly
- 2006: DOA: Dead or Alive jako Maximillian Marsh
- 2007: Resident Evil: Zagłada (Resident Evil Extinction) jako kapitan Alexander Slater
- 2008: John Rambo jako Schoolboy
- 2009: Transformers: Zemsta Upadłych jako Graham

### Filmy TV
- 2002: Dziedzictwo (The Legacy) jako Sam Maddux
- 2003: Helena Trojańska (Helen of Troy) jako Parys

### Seriale TV
- 1995: Emmerdale (Emmerdale Farm) jako Daniel Weir
- 1996: Wyspa (Island) jako Philip Kennedy
- 1997–1998: Coronation Street jako Chris Collins
- 2000: North Square jako Stuart Pound
- 2004: Kryminalne zagadki Miami (CSI: Miami) jako Morgan Coleman
- 2006: Emily's Reason's Why Not jako Vincent
- 2007: Agenci NCIS (NCIS: Naval Criminal Investigative Service) jako podporucznik Roy Sanders
- 2007: Zaklinacz dusz (Ghost Whisperer) jako sierżant Matt Murphy

### Filmy dokumentalne
- 2001: Matthew Marsden – The Hollywood Kid